# Pierre-Yves Cardinal
Pour les articles homonymes, voir Cardinal.
Pierre-Yves Cardinal, né le 24 juillet 1978 au Québec, au Canada, est un acteur canadien.
Il se fait connaître du public en 2014 dans Tom à la ferme de Xavier Dolan, rôle qui lui vaut une nomination aux prix Écrans canadiens.

## Biographie
Pierre-Yves Cardinal est né le 24 juillet 1978 au Québec, au Canada. Il étudie le théâtre en 2006 au Collège Lionel-Groulx situé à Sainte-Thérèse, au Canada.

## Carrière
Il commence sa carrière en 2006 avec la série Kif-Kif. Il revient trois ans plus tard, avec un rôle dans les films Polytechnique de Denis Villeneuve et Dédé, à travers les brumes de Jean-Philippe Duval.
En 2011, il tourne dans les séries Yamaska et 19-2 (où il reviendra lors de deux épisodes en 2013).
En 2013, il joue dans la série Trauma et se fait connaître du grand public avec son rôle dans Tom à la ferme de Xavier Dolan. Il obtient une nomination au prix Écrans canadiens et une récompense en tant que meilleur acteur Festival 2 Valenciennes l'année suivante.
Toujours en 2014, il tourne de nouveau pour Xavier Dolan avec un petit rôle dans Mommy. Il décroche également des rôles dans Les Jeunes Loups et Nouvelle Adresse.
Après la fin de Nouvelle Adresse, il joue de nouveau à la télévision dans Le Clan, ainsi que dans les films Le Garagiste et Anna.
En 2016, il joue dans le film du français Philippe Lioret : Le Fils de Jean avec Pierre Deladonchamps. À la télévision, il tourne dans Prémonitions, L'Échappée et prête sa voix à la série d'animation Mouvement Deluxe.
Entre 2017 et 2019, il joue aux côtés d'Evelyne Brochu dans la série Trop.. L'année suivante, il joue dans L'État sauvage avec Alice Isaaz, Déborah François, Kevin Janssens, ou encore Bruno Todeschini.
En 2023, il incarne le rôle titre dans Simple comme Sylvain de Monia Chokri aux côtés de Magalie Lépine-Blondeau.

## Filmographie

### Longs métrages
- 2009 : Polytechnique de Denis Villeneuve : Éric
- 2009 : Dédé, à travers les brumes de Jean-Philippe Duval : Jean
- 2013 : Tom à la ferme de Xavier Dolan : Francis
- 2014 : Mommy de Xavier Dolan : un gardien de l'hôpital
- 2015 : Le Garagiste de Renée Beaulieu : Raphaël
- 2015 : Anna de Charles-Olivier Michaud : Samuel
- 2016 : Le Fils de Jean de Philippe Lioret : Ben
- 2016 : Les Poètes de Ferré de Samuel Barrette et Emmanuel Jean : le cuisinier
- 2018 : Venus d'Eisha Marjara : Daniel
- 2019 : Les Salopes or The Naturally Wanton Pleasure of Skin de Renée Beaulieu : Mathéo
- 2020 : L'État sauvage de David Perrault : Samuel
- 2020 : Nadia, Butterfly de Pascal Plante : Sébastien
- 2021 : Sam de Yan England : Vincent
- 2023 : Au revoir le bonheur de Ken Scott : Philippe Lambert
- 2023 : La Cordonnière de François Bouvier : Georges-Noël Dufresne
- 2023 : Simple comme Sylvain de Monia Chokri : Sylvain
- 2025 : Qui brille au combat de Joséphine Japy : Gilles
- 2025 : Ma belle-mère est une sorcière de Joëlle Desjardins Paquette (en) : Marcel Rivard, le père de Margot

#### Courts métrages
- 2010 : Romance de Mathieu Handfield
- 2012 : La noce de Simon Bérubé : Lui
- 2022 : Bonne fête Vincent de Geneviève Mallette
- 2023 : Chat mort de Danick Audet et Annie-Claude Caron : Louis

### Télévision

#### Séries télévisées
- 2006 : Kif-Kif : David Fecteau
- 2011 : Toute la vérité : Yannick
- 2011-2013 : Yamaska : Steve Tremblay
- 2011 / 2013 : 19-2 : Le violeur / Zack
- 2012 : Tu m'aimes-tu ? : Un déménageur
- 2013 : Trauma : Dr Dancevick
- 2014 : Les Jeunes Loups : Philippe St-Pierre
- 2014-2015 : Nouvelle Adresse : Simon Ricard
- 2015-2016 : Le Clan : Pascal Moreau
- 2016 : Prémonitions : Victor Lapointe
- 2016-2023 : L'Échappée : Richard L'Espérance
- 2017 : Béliveau : Jean Béliveau
- 2017-2019 : Trop. : Romain
- 2018 : Boomerang : Le réparateur
- 2018 : Letterkenny : Jean-Claude
- 2019-2020 : Mouvement Deluxe : Neil McNeil / Le grand-père gaspésien / Le réalisateur
- 2021 : Caméra Café : Claude
- 2021 : Un lien familial : Mathieu Massey
- 2022-2025 : L'Œil du cyclone : Mathieu
- 2023 : Une affaire criminelle (mini-série) : Philippe Laberge
- 2023-2024 : Contre-Offre : Marc Huard
- 2024 : Doute raisonnable : Rémy Deblois
- 2025 : Sud-Est

## Théâtre

### Comédien
- 2008 : Max et Charlie : Rock / théâtre Sul’pouce à Montréal
- 2008 : The Tempest : Antonio / Répercussion Théâtre à Montréal
- 2009 : Le Cid : Don Sanche / Théâtre Denise-Pelletier à Montréal
- 2009 : L’avare : Cléante / La Comédie humaine au Québec
- 2009 : Les Liaisons dangereuses : Danceny
- 2009 : Roméo et Juliette : Lord Montaigu / Théâtre Denise-Pelletier à Paris
- 2009 : As you like it : Orlando / Répercussion Théâtre à Montréal
- 2010 : Qui a peur de Virginia Woolf ? : Nick
- 2010 : Baiseries : Louis
- 2010 - 2011 : Roméo et Juliette : Roméo / théâtre Longue Vue la suite à Montréal
- 2012 : Au centre du désert ? : Antoine de Saint-Exupéry
- 2015 : Vanishing Point : Tom / théâtre national de Chaillot à Paris
- 2015 : Tranche-cul : le psychiatre / Espace Libre à Montréal
- 2016 : Mort accidentelle : Philippe Désormeaux / théâtre La Licorne au Québec
- 2018 : Quills : abbé Coulmier / théâtre de la Ville à Paris

### Mise en scène
- 2009 : Battements par minute
- 2010 : Meinkopf / Co-mise en scène avec Benoît Maufette
- 2012 : Au centre du désert ?

## Doublage

### Films d'animation
- 2020 : Âme : Paul

### Séries télévisées
- 2012 : Finies les parades : Gerald Drake (Jack Huston)
- 2013-2015 : Hemlock Grove : Michael Chasseur (Demore Barnes)
- 2017-2019 : Nouveau départ : Trace Riley (Jesse Metcalfe)
- 2019-2021 : Le Fardeau de la preuve : Jason Boone (Paul Andrich)

## Distinctions

### Récompenses
- 2014 : Festival 2 Valenciennes : prix d'interprétation masculine pour Tom à la ferme (partagé avec Xavier Dolan)

### Nominations
- 2014 : prix Écrans canadiens : meilleur acteur dans un second rôle pour Tom à la ferme
- 2018 : prix Gémeaux du meilleur rôle de soutien masculin pour L'Échappée